# Algorytm Bresenhama
Algorytm Bresenhama służy do rasteryzacji krzywych płaskich, czyli do jak najlepszego ich obrazowania na siatce pikseli. Jack Bresenham w 1965 roku opracował metodę rasteryzacji odcinków, którą następnie przystosowano do rysowania obiektów innego rodzaju (okręgów czy elips).
Siła algorytmu tkwi w prostocie; koszt postawienia jednego piksela to porównanie i jedno dodawanie (dla odcinków) lub porównanie i dwa dodawania (dla okręgów i elips), ponadto algorytm wykonuje obliczenia na liczbach całkowitych, które są bardzo szybkie na wszystkich mikroprocesorach.
Metoda pozwala w bardzo prosty sposób wybierać, które piksele leżą najbliżej rasteryzowanego obiektu (np. odcinka). Zakładając, że poprzednio algorytm zapisał piksel o współrzędnych {\displaystyle (x,y),} w kolejnym kroku algorytm może zapisać piksel albo {\displaystyle (x+1,y)} (ruch poziomy), albo {\displaystyle (x+1,y+1)} (ruch ukośny) – wybór determinuje znak tzw. zmiennej decyzyjnej, której wartość jest po każdym kroku aktualizowana. Aktualizacja polega na dodaniu pewnych wartości, będących w przypadku odcinka stałymi, zaś dla okręgu i elipsy wartościami zmieniającymi się z każdym krokiem:
- D = zmienna decyzyjna
- {\displaystyle D_{L}}  = przyrost D przy ruchu w lewo
- {\displaystyle D_{U}}  = przyrost D przy ruchu ukośnym
- {\displaystyle DD_{L_{L}}} = przyrost {\displaystyle D_{L}} przy ruchu w lewo (dla odcinka = 0)
- {\displaystyle DD_{U_{L}}} = przyrost {\displaystyle D_{U}} przy ruchu w lewo (dla odcinka = 0)
- {\displaystyle DD_{L_{U}}} = przyrost {\displaystyle D_{L}} przy ruchu ukośnym (dla odcinka = 0)
- {\displaystyle DD_{U_{U}}} = przyrost {\displaystyle D_{U}} przy ruchu ukośnym (dla odcinka = 0)
- powtarzaj
  - zapisz piksel {\displaystyle (x,y)}
  - jeśli {\displaystyle D>0}
    - {\displaystyle x:=x+1} – ruch w lewo
    - {\displaystyle D:=D+D_{L}} – aktualizacja zmiennej decyzyjnej
    - {\displaystyle D_{L}:=D_{L}+DD_{L_{L}}} – aktualizacja parametrów pomocniczych
    - {\displaystyle D_{U}:=D_{U}+DD_{U_{L}}} – aktualizacja parametrów pomocniczych

  - w przeciwnym razie
    - {\displaystyle x:=x+1} – ruch ukośny
    - {\displaystyle y:=y+1}
    - {\displaystyle D:=D+D_{U}} – aktualizacja zmiennej decyzyjnej
    - {\displaystyle D_{L}:=D_{L}+DD_{L_{U}}} – aktualizacja parametrów pomocniczych
    - {\displaystyle D_{U}:=D_{U}+DD_{U_{U}}} – aktualizacja parametrów pomocniczych

## Algorytm konwersji odcinka

### Założenia
- Kąt pomiędzy styczną a osią OX, nie może przekraczać 45 stopni,
  - Jeśli krzywa może zostać opisana funkcją {\displaystyle y=f(x)} to musi zostać spełniony warunek {\displaystyle 0<f'(x)\leqslant 1}
- Krzywa musi być nierosnąca albo niemalejąca

### Algorytm i jego działanie
Załóżmy, że krzywa w przedziale {\displaystyle [x_{i},x_{k}]} spełnia ww. założenia
Pierwszy piksel stawiamy w punkcie {\displaystyle P(x_{i},y_{i}).} Drugi natomiast ogranicza się jedynie do dwóch możliwości: {\displaystyle S_{i+1}=(x_{i}+1,y_{i})} lub {\displaystyle T_{i+1}=(x_{i}+1,y_{i}+1).} Przyrost w kierunku osi OX (osi wiodącej) jest stały – jeden piksel. Korzystając z równania kierunkowego prostej
{\displaystyle y={\tfrac {dy}{dx}}(x-x_{o})+y_{o}}
policzymy w jakiej odległości znajdują się powyższe piksele od punktu przecięcia łączącego je odcinka z prostą przebiegającą w rzeczywistym układzie współrzędnych
{\displaystyle s={\tfrac {dy}{dx}}(x_{i}+1-x_{o})-(y_{i}-y_{o})}
{\displaystyle t=(y_{i}+1-y_{o})-{\tfrac {dy}{dx}}(x_{i}+1-x_{o})}
{\displaystyle d_{i}=dx(s-t)=2dy(x_{i}-x_{o})-2dx(y_{i}-y_{o})+2dy-dx}
Ponieważ dx > 0, di określa, która z odległości s i t jest większa. Jeżeli {\displaystyle d_{i}>0,} to s > t za punkt Pi+1 przyjmujemy piksel Ti+1, jeżeli {\displaystyle d_{i}<0,} wybieramy piksel Si+1. Wartość {\displaystyle d_{i}=0} oznacza, że oba piksele leżą w tej samej odległości i arbitralnie przyjmujemy, że następny piksel to Ti+1.
Policzmy jeszcze wartość {\displaystyle d_{i+1}}
{\displaystyle d_{i+1}=2dy(x_{i+1}-x_{0})-2dx(y_{i+1}-y_{0})+2dy-dx}
oraz różnicę {\displaystyle d_{i+1}-d_{i}}
{\displaystyle d_{i+1}-d_{i}=2dy(x_{i+1}-x_{i})-2dx(y_{i+1}-y_{i})}
czyli
{\displaystyle d_{i+1}=d_{i}+2dy-2dx(y_{i+1}-y_{i})}
gdyż {\displaystyle x_{i+1}=x_{i}+1.}
Jeżeli {\displaystyle d_{i}=0,} to {\displaystyle y_{i+1}=y_{i}+1} (wybieramy piksel {\displaystyle T_{i+1}}), co pozwala na uproszczenie obliczeń {\displaystyle d_{i+1}}
{\displaystyle d_{i+1}=d_{i}+2(dy-dx)}
Analogicznie, gdy {\displaystyle d_{i}<0} mamy {\displaystyle y_{i+1}=y_{i}} (wybieramy piksel {\displaystyle S_{i+1}}), i wzór na {\displaystyle d_{i+1}} ma postać
{\displaystyle d_{i+1}=d_{i}+2dy}
Z uwagi na rekurencyjną postać wzoru na obliczanie współczynnika {\displaystyle d_{i},} nazywanego także zmienna decyzyjna, należy jeszcze policzyć wartość początkową {\displaystyle d_{0}.} Podstawiając {\displaystyle x_{i}=x_{0}} oraz {\displaystyle y_{i}=y_{0}} do równania
{\displaystyle d_{i}=2dy(x_{i}-x_{0})-2dx(y_{i}-y_{0})+2dy-dx}
otrzymujemy wzór na {\displaystyle d_{0}}
{\displaystyle d_{0}=2dy-dx}

## Implementacja
Implementacja algorytmu Bresenhama musi oczywiście uwzględniać inne możliwe położenia odcinka względem osi OX. Jednak w każdej sytuacji można zastosować opisany wyżej schemat, w razie potrzeby traktując oś OY jako oś wiodącą

### Rysowanie odcinka algorytmem Bresenhama
Procedura w języku C:
```
 
// x1 , y1 - współrzędne początku odcinka

 
// x2 , y2 - współrzędne końca odcinka

 
void
 
BresenhamLine
(
const
 
int
 
x1
,
 
const
 
int
 
y1
,
 
const
 
int
 
x2
,
 
const
 
int
 
y2
)

 
{

     
// zmienne pomocnicze

     
int
 
d
,
 
dx
,
 
dy
,
 
ai
,
 
bi
,
 
xi
,
 
yi
;

     
int
 
x
 
=
 
x1
,
 
y
 
=
 
y1
;

     
// ustalenie kierunku rysowania

     
if
 
(
x1
 
<
 
x2
)

     
{

         
xi
 
=
 
1
;

         
dx
 
=
 
x2
 
-
 
x1
;

     
}

     
else

     
{

         
xi
 
=
 
-1
;

         
dx
 
=
 
x1
 
-
 
x2
;

     
}

     
// ustalenie kierunku rysowania

     
if
 
(
y1
 
<
 
y2
)

     
{

         
yi
 
=
 
1
;

         
dy
 
=
 
y2
 
-
 
y1
;

     
}

     
else

     
{

         
yi
 
=
 
-1
;

         
dy
 
=
 
y1
 
-
 
y2
;

     
}

     
// pierwszy piksel

     
glVertex2i
(
x
,
 
y
);

     
// oś wiodąca OX

     
if
 
(
dx
 
>
 
dy
)

     
{

         
ai
 
=
 
(
dy
 
-
 
dx
)
 
*
 
2
;

         
bi
 
=
 
dy
 
*
 
2
;

         
d
 
=
 
bi
 
-
 
dx
;

         
// pętla po kolejnych x

         
while
 
(
x
 
!=
 
x2
)

         
{

             
// test współczynnika

             
if
 
(
d
 
>=
 
0
)

             
{

                 
x
 
+=
 
xi
;

                 
y
 
+=
 
yi
;

                 
d
 
+=
 
ai
;

             
}

             
else

             
{

                 
d
 
+=
 
bi
;

                 
x
 
+=
 
xi
;

             
}

             
glVertex2i
(
x
,
 
y
);

         
}

     
}

     
// oś wiodąca OY

     
else

     
{

         
ai
 
=
 
(
 
dx
 
-
 
dy
 
)
 
*
 
2
;

         
bi
 
=
 
dx
 
*
 
2
;

         
d
 
=
 
bi
 
-
 
dy
;

         
// pętla po kolejnych y

         
while
 
(
y
 
!=
 
y2
)

         
{

             
// test współczynnika

             
if
 
(
d
 
>=
 
0
)

             
{

                 
x
 
+=
 
xi
;

                 
y
 
+=
 
yi
;

                 
d
 
+=
 
ai
;

             
}

             
else

             
{

                 
d
 
+=
 
bi
;

                 
y
 
+=
 
yi
;

             
}

             
glVertex2i
(
x
,
 
y
);

         
}

     
}

 
}

```

## Algorytm Bresenhama dlaelipsy

### Założenia
- Elipsa ma osie zgodne z osiami układu współrzędnych,
- Półosie elipsy mają długości a (wzdłuż osi OX) i b (wzdłuż OY),
- Rozważamy elipsę w I ćwiartce układu współrzędnych,
- Środkiem symetrii elipsy jest środek układu współrzędnych,
- Rysowanie elipsy zaczynamy od punktu (0, b),
- W każdym kroku stawiamy symetrycznie 4 punkty elipsy,
- Początkową osią wiodacą jest oś OX,
- W punkcie zmiany osi wiodącej, współczynnik nachylenia stycznej do elipsy wynosi -1 (tg 135°)

### Algorytm i jego działanie
Przybliżana elipsa ma równanie:
{\displaystyle {\frac {x^{2}}{a^{2}}}+{\frac {y^{2}}{b^{2}}}-1=0}
O wyborze piksela decydować będzie wartość funkcji
{\displaystyle F(x,y)=a^{2}b^{2}\left({\frac {x^{2}}{a^{2}}}+{\frac {y^{2}}{b^{2}}}-1\right)=b^{2}x^{2}+a^{2}y^{2}-a^{2}b^{2}}
w punkcie środkowym M położonym pomiędzy alternatywnymi pikselami. Gdy osią wiodąca jest OX oblicza się
{\displaystyle F(M)=F(x_{i}+1,y_{i}-{\tfrac {1}{2}})}
Jeżeli F (M) > 0, to punkt M leży na zewnątrz elipsy i wybieramy piksel {\displaystyle P_{i+1}=SE.} Natomiast, gdy F (M)⇐ 0, to punkt M leży wewnątrz elipsy lub na jej brzegu i wybieramy piksel {\displaystyle P_{i+1}=E.}
Gdy osią wiodąca jest OY oblicza się
{\displaystyle F(M)=F(x_{i}+{\tfrac {1}{2}},y_{i}-1)}
Jeżeli {\displaystyle F(M)>0,} to punkt M leży na zewnątrz elipsy i wybieramy piksel {\displaystyle P_{i+1}=S.} Natomiast, gdy {\displaystyle F(M)\leqslant 0,} to punkt M leży wewnątrz elipsy lub na jej brzegu i wybieramy piksel {\displaystyle P_{i+1}=SE.} Algorytm nie wymaga jednak wyliczania każdorazowo wartości funkcji {\displaystyle F(M).} Jego siła leży w możliwości wyliczania wartości tej funkcji (czyli zmiennej decyzyjnej) w kolejnym kroku {\displaystyle (d_{i+1})} mniej obliczeń.
Zgodnie z przyjętymi założeniami elipsę zaczynamy rysować w punkcie {\displaystyle (0,b).} Ponieważ osią wiodącą jest wówczas OX policzymy wartość zmiennej decyzyjnej d dla piksela startowego {\displaystyle P_{0}=(x_{0},y_{0})=(0,b)}
{\displaystyle d_{0}=F(1,b-{\tfrac {1}{2}})=b^{2}+a^{2}(-b+{\tfrac {1}{4}})}
Jeżeli następnym pikselem jest {\displaystyle P_{i+1}=E,} czyli {\displaystyle x_{i+1}=x_{i}+1,y_{i+1}=y_{i},} to wartość zmiennej decyzyjnej wynosi:
{\displaystyle {\begin{aligned}d_{i+1}&=F(x_{i+1}+1,y_{i+1}-{\tfrac {1}{2}})\\&=b^{2}(x_{i+1}+1)^{2}+a^{2}(y_{i+1}-{\tfrac {1}{2}})^{2}-a^{2}b^{2}\\&=b^{2}(x_{i}+1+1)^{2}+a^{2}(y_{i}-{\tfrac {1}{2}})^{2}-a^{2}b^{2}\\&=F(x_{i}+1,y_{i}-{\tfrac {1}{2}})+2b^{2}x_{i+1}+b^{2}\\&=d_{i}+2b^{2}x_{i+1}+b^{2}\end{aligned}}}
Jeżeli następnym pikselem jest {\displaystyle P_{i+1}=SE,} czyli {\displaystyle x_{i+1}=x_{i}+1,y_{i+1}=y_{i}-1,} to wartość zmiennej decyzyjnej wynosi:
{\displaystyle {\begin{aligned}d_{i+1}&=F(x_{i+1}+1,y_{i+1}-{\tfrac {1}{2}})\\&=b^{2}(x_{i+1}+1)^{2}+a^{2}(y_{i+1}-{\tfrac {1}{2}})^{2}-a^{2}b^{2}\\&=b^{2}(x_{i}+1+1)^{2}+a^{2}(y_{i}-1-{\tfrac {1}{2}})-a^{2}b^{2}\\&=F(x_{i}+1,y_{i}-{\tfrac {1}{2}})+2b^{2}x_{i+1}+b^{2}-2a^{2}(y_{i}-{\tfrac {1}{2}})+a^{2}\\&=d_{i}+2b^{2}x_{i+1}-2a^{2}y_{i+1}+b^{2}\end{aligned}}}
Przy zmianie osi wiodącej na OY należy także zmienić wartość zmiennej decyzyjnej. Różnica między „nową” i „starą” zmienną wynosi:
{\displaystyle {\begin{aligned}&F(x_{i}+{\tfrac {1}{2}},y_{i}-1)-F(x_{i+1},y_{i}-{\tfrac {1}{2}})\\={}&b^{2}(x_{i}+{\tfrac {1}{2}})^{2}+a^{2}(y_{i}-1)^{2}-a^{2}b^{2}-b^{2}(x_{i}+1)^{2}-a^{2}(y_{i}-{\tfrac {1}{2}})^{2}+a^{2}b^{2}\\={}&b^{2}(x_{i}^{2}+x_{i}+{\tfrac {1}{4}})+a^{2}(y_{i}^{2}-2y_{i}+1)-b^{2}(x_{i}^{2}+2x_{i}+1)-a^{2}(y_{i}^{2}-y_{i}+{\tfrac {1}{4}})\\={}&b^{2}(x_{i}-2x_{i}+{\tfrac {1}{4}}-1)+a^{2}(-2y_{i}+y_{i}+1-{\tfrac {1}{4}})\\={}&b^{2}(-x_{i}-{\tfrac {3}{4}})+a^{2}(-y_{i}+{\tfrac {3}{4}})\end{aligned}}}
Teraz wyliczymy rekurencyjne równania opisujące zmienną decyzyjną, gdy osią wiodącą jest OY. Jeżeli następnym pikselem jest {\displaystyle P_{i+1}=SE,} czyli {\displaystyle x_{i+1}=x_{i}+1,y_{i+1}=y_{i}-1,} to wartość zmiennej decyzyjnej wynosi:
{\displaystyle {\begin{aligned}d_{i+1}&=F(x_{i+1}+{\tfrac {1}{2}},y_{i+1}-1)\\&=b^{2}(x_{i+1}+{\tfrac {1}{2}})^{2}+a^{2}(y_{i+1}-1)^{2}-a^{2}b^{2}\\&=b^{2}(x_{i}+1+{\tfrac {1}{2}})^{2}+a^{2}(y_{i}-1-1)^{2}-a^{2}b^{2}\\&=F(x_{i}+{\tfrac {1}{2}},y_{i}-1)+2b^{2}(x_{i}+{\tfrac {1}{2}})-2a^{2}(y_{i}-1)+a^{2}+b^{2}\\&=d_{i}+2b^{2}x_{i+1}-2a^{2}y_{i+1}+a^{2}\end{aligned}}}
Przy wyborze następnego piksela {\displaystyle P_{i+1}=S,} czyli {\displaystyle x_{i+1}=x_{i},y_{i+1}=y_{i}-1,} wartość zmiennej decyzyjnej wynosi:
{\displaystyle {\begin{aligned}d_{i+1}&=F(x_{i+1}+{\tfrac {1}{2}},y_{i+1}-1)\\&=b^{2}(x_{i+1}+{\tfrac {1}{2}})^{2}+a^{2}(y_{i+1}-1)^{2}-a^{2}b^{2}\\&=b^{2}(x_{i}+{\tfrac {1}{2}})^{2}+a^{2}(y_{i}-1-1)^{2}-a^{2}b^{2}\\&=F(x_{i}+{\tfrac {1}{2}},y_{i}-1)-2a^{2}(y_{i}-1)+a^{2}\\&=d_{i}-2a^{2}y_{i+1}+a^{2}\end{aligned}}}